# README
README (від англ. read me — «прочитай мене») — текстовий файл, що містить інформацію про інші файли в тому ж каталозі або архіві; він зазвичай супроводжує дистрибутив програми при розповсюдженні.
Такий файл зазвичай має ім'я readme.txt README readme.1st (від англ. read me first — спочатку прочитай мене), read.me.
Іноді в архіві є кілька таких файлів на різних мовах. Мова може вказуватися в розширенні readme.en readme.ua readme.by або перекладом імені файлу LEEME LISEZMOI.TXT CZYTAJTO.txt У деяких випадках (часто разом з текстовою версією) файл може бути представлений в HTML readme.html або іншому форматі (наприклад, RTF readme.rtf або Microsoft Word readme.doc в Microsoft Windows). З програмним забезпеченням для DOS розширення DOC використовувалося і для текстових файлів.
Файл README зазвичай містить:
- інформацію про системні вимоги;
- інструкції по встановленню програми;
- інструкції з налаштування;
- інструкції з управління програмою;
- інформацію про ліцензії та авторське право;
- контактну інформацію — як зв'язатися з автором і/або розповсюджувачем;
- відомі помилки (іноді виноситься в файл BUGS);
- інструкції з усунення неполадок;
- відомості про авторів та подяки;
- протокол змін програми (зазвичай виноситься у файли типу ChangeLog та NEWS).